# Nuncjatura Apostolska w Rwandzie
Nuncjatura Apostolska w Rwandzie – misja dyplomatyczna Stolicy Apostolskiej w Republice Rwandy. Siedziba nuncjusza apostolskiego mieści się w Kigali.
Nuncjusz apostolski pełni tradycyjnie godność dziekana korpusu dyplomatycznego akredytowanego w Rwandzie od momentu przedstawienia listów uwierzytelniających.

## Historia
W 1963 papież Paweł VI utworzył Delegaturę Apostolską w Rwandzie. Wcześniej państwo to wchodziło w skład misji delegata apostolskiego Konga i Rwandy. Już rok później Delegatura Apostolska w Rwandzie została podniesiona do rangi nuncjatury apostolskiej.

## Nuncjusze apostolscy w Rwandzie
- abp Vito Roberti (1963–1965) Włoch; do 1964 delegat apostolski; jednocześnie nuncjusz apostolski w Demokratycznej Republice Konga i w Burundi
- abp Émile André Jean-Marie Maury (1965–1967) Francuz; jednocześnie nuncjusz apostolski w Demokratycznej Republice Konga i w Burundi
- abp Amelio Poggi (1967–1969) Włoch; jednocześnie pronuncjusz apostolski w Ugandzie
- abp William Aquin Carew (1969–1974) Kanadyjczyk; jednocześnie nuncjusz apostolski w Burundi
- abp Nicola Rotunno (1974–1978) Włoch; jednocześnie nuncjusz apostolski w Burundi
- abp Thomas A. White (1978–1983) Irlandczyk
- abp Giovanni Battista Morandini (1983–1990) Włoch
- abp Giuseppe Bertello (1991–1995) Włoch
- abp Juliusz Janusz (1995–1998) Polak
- abp Salvatore Pennacchio (1998–2003) Włoch
- abp Anselmo Guido Pecorari (2003–2008) Włoch
- abp Ivo Scapolo (2008–2011) Włoch
- abp Luciano Russo (2012–2016) Włoch
- abp Andrzej Józwowicz (2017–2021) Polak
- abp Arnaldo Catalan (od 2022) Filipińczyk